# Hallmark Channel
Pour les articles homonymes, voir Hallmark.
Hallmark Channel est une chaîne de télévision américaine spécialisée, créée en 1984, appartenant à Crown Media Holdings, propriétaire des cartes de vœux Hallmark.
Spécialisée dans la création de comédies romantiques, elle a pour principales héroïnes récurrentes Lacey Chabert, Candace Cameron Bure, Autumn Reeser, Danica McKellar, Alicia Witt, Taylor Cole ou encore Lori Loughlin (jusqu'en 2019). La chaîne a aussi mis à l'antenne des séries à succès comme Le cœur a ses raisons et Un soupçon de magie.

## Histoire
La chaîne religieuse American Christian Television System (ACTS) a été lancée en 1984, alors que la chaîne religieuse Vision Interfaith Satellite Network (VISN) a été lancée en 1988. En 1992, elles ont fusionné en partageant leur programmation sur une seule chaîne. En 1993, elle est devenue The Faith and Values Channel, en réduisant le nombre d'émissions religieuses et en diffusant des émissions orientées vers la famille. Elle a changé de nom en 1996 pour The Odyssey Channel. Crown Media Holdings et The Jim Henson Company ont acheté des parts dans la chaîne Odyssey au mois de novembre 1998 pour en prendre le contrôle en avril 1999, réduisant encore la quantité d'émissions religieuses.
La chaîne est devenue The Hallmark Channel le 5 août 2001.
En décembre 2019, la chaîne retire de ses ondes quatre publicités qui se terminent avec deux femmes s'embrassant sur l'autel, pour la compagnie spécialisée dans le mariage Zola (en), à la suite de plusieurs plaintes de la part de membres de One Million Moms, groupe créé par le groupe conservateur American Family Association (en) ainsi qu'une pétition de Lifesite fondée par Campaign Life Coalition (en). Conséquemment, Zola a retiré ses autres publicités mettant en scène un couple hétérosexuel que la chaîne avait conservé. Le lendemain, plusieurs voix se sont élevées dont GLAAD ainsi que des acteurs et actrices, accusant la chaîne son manque de diversité,. Crown Media s'est ensuite excusé publiquement et affirmé son engagement envers la diversité et l'inclusion avec le soutien de GLAAD.
Le président de la chaîne, William J. Abbott (en), démissionne en février 2020 et un an plus tard, à l'aide d'investisseurs, achète la chaîne Great American Country des mains de Discovery Inc. et forme Great American Media (en). La chaîne change de nom pour Great American Family en septembre 2021 et implante le même style de programmation de Hallmark Channel, soit des téléfilms originaux et une programmation du temps des fêtes. La seule exception étant le manque de représentation des minorités visibles et des personnages LGBTQ+. GAC signe quelques têtes d'affiches de Hallmark, dont Danica McKellar et Candace Cameron Bure.

### Hallmark Hall of Fame
Hallmark Hall of Fame est une série anthologique de téléfilms produits par Hallmark pour la télévision conventionnelle. Les téléfilms ont été diffusés du 24 décembre 1951 à 1978 sur le réseau NBC, puis de 1979 à 1989 sur le réseau CBS, de 1989 à 1995 sur le réseau ABC, de 1995 à 2011 sur CBS, et finalement de 2011 à 2014 sur ABC (rediffusion une semaine plus tard sur Hallmark Channel), totalisant 250 diffusions (incluant rediffusions) entre 1951 et 2014.
Depuis novembre 2014, les films sous la bannière Hallmark Hall of Fame sont diffusés exclusivement sur Hallmark Channel.

## Canada
La chaîne n'est pas autorisée pour distribution au Canada. En novembre 2002, le CRTC avait attribué une licence à Sextant Entertainment Group pour The Hallmark Channel (Canada), qui n'a jamais été lancé. La programmation originale de la chaîne se retrouve généralement sur W Network. Une entente d'exclusivité est signée en octobre 2018 afin que le contenu de la chaîne se retrouve d'abord sur W Network.

## Programmation

### Séries originales
- Retour à Cedar Cove (Cedar Cove) (2013–2015)
- Signed, Sealed, Delivered (depuis le 12 octobre 2013)[7]
- Le cœur a ses raisons (When Calls the Heart) (depuis le 19 octobre 2013)[7]
- Un soupçon de magie (Good Witch) (depuis le 28 février 2015)
- Chesapeake Shores[8] (depuis le 14 août 2016)[9]
- When Hope Calls (en) (série dérivée du Cœur a ses raisons, dès le 30 août 2019 sur Hallmark Movies Now (en))[10]

### Émissions
L'émission Kitten Bowl (qui met en vedette des chatons) serait inspirée de Puppy Bowl (où ce sont des chiots).

## Téléfilms
Cette liste inclut aussi ceux diffusés sur la chaîne Hallmark Movie Channel (HMC).

### 2000
1. The Hound of the Baskervilles (Sherlock Holmes Movie #1) (21 octobre)
2. Le Prince et le Pauvre (The Prince and the Pauper) (2000)

### 2001
1. L'Odyssée fantastique (Voyage of the Unicorn) (2 mars)
2. The Sign of Four (Sherlock Holmes Movie #2) (23 mars)
3. The Infinite Worlds of H. G. Wells (en) (5 août)
4. Crime en Bohême (The Royal Scandal) (Sherlock Holmes Movie #3) (19 octobre)

### 2002
1. Mark Twain's Roughing It (16 mars)
2. Seuls au bout du monde (Stranded) (15 juin 2002)
3. Johnson County War (24 août)
4. Monde merveilleux de Hans Christian (Hans Christian Andersen: My Life as a Fairy Tale) (8 septembre)
5. The Case of the Whitechapel Vampire (Sherlock Holmes Movie #4) (27 octobre)
6. SOS Père Noël (Santa Jr.) (6 décembre)
7. La Reine des neiges (Snow Queen) (7 décembre)
8. Silent Night (en) (14 décembre)
9. Le Visiteur de Noël (A Christmas Visitor) (21 décembre)

### 2003
1. L'Héritage d'une fille (The Last Cowboy) (17 janvier)
2. À l'ombre des souvenirs (Straight from the Heart) (9 février)
3. À la conquête d'un cœur (Love Comes Softly) (13 avril)
4. Hard Ground (26 avril)
5. Le Destin d'Audrey (Audrey's Rain) (11 mai)
6. Un été avec mon père (The King and Queen of Moonlight Bay) (15 juin)
7. Roman noir (Mystery Woman) (31 août)
8. Monster Makers (26 octobre)
9. Souvenirs perdus (en) (A Time to Remember) (23 novembre)
10. Le Cadeau de Carole (A Carol Christmas) (7 décembre)

### 2004
1. La Saveur du grand amour (Just Desserts) (8 février)
2. Des rêves de lendemain (A Place Called Home) (7 mars)
3. Une leçon de courage (en) (The Long Shot) (18 avril)
4. Plainsong (25 avril)
5. Amour impossible (Life on Liberty Street) (9 mai)
6. Allan Quatermain et la Pierre des ancêtres (King Solomon's Mines) (6 juin)
7. La Femme mousquetaire (La Femme Musketeer) (20 juin)
8. Dans le droit chemin (The Trail to Hope Rose) (3 juillet)
9. Scandale à Hollywood (The Hollywood Mom's Mystery) (8 août)
10. Innocence suspecte (Murder Without Conviction) (5 septembre)
11. Trois filles, trois mariages, un tour du monde ! (Wedding Daze) (6 septembre)
12. Frankenstein (10 octobre 2004)
13. À la conquête d'un cœur II (en) (Love's Enduring Promise) (20 novembre)
14. Un amour de Noël (Single Santa Seeks Mrs. Claus) (11 décembre)
15. Un fiancé pour Noël (A Boyfriend for Christmas) (27 novembre)
16. Le Fantôme de Noël (Angel in the Family) (18 décembre)

### 2005
1. Roman noir : Le Venin du désespoir (Mystery Woman: Mystery Weekend) (7 janvier)
2. McBride : L'Ennemi aux 100 visages (McBride: The Chameleon Murder) (14 janvier)
3. Jane Doe : Le Tableau volé (Jane Doe: Vanishing Act) (21 janvier)
4. Le Cap des amoureux (es) (Annie's Point) (22 janvier)
5. Roman noir : Photos de Famille (Mystery Woman: Snapshot) (28 janvier)
6. McBride: Murder Past Midnight (4 février)
7. Une famille pour Charlie (Family Plan) (12 février)
8. Jane Doe : Pas vu, pas pris (Jane Doe: Now You See It, Now You Don't) (18 février)
9. Roman noir : Mélodie pour un meurtre (Mystery Woman: Sing Me a Murder) (25 février)
10. McBride : Un parfum de scandale (McBride: It's Murder, Madam) (4 mars)
11. Jane Doe : Un mort en cavale (Jane Doe: Til Death Do Us Part) (11 mars)
12. Pour une autre vie (Thicker than Water) (12 mars)
13. Le Cœur de la forêt (Out of the Woods) (2 avril)
14. Un petit pas vers le bonheur (Ordinary Miracles) (7 mai)
15. Icône (Icon) (30 mai)
16. Roman noir : Injection Mortelle (Mystery Woman: Vision of a Murder) (5 juin)
17. McBride : Secret médical (McBride: The Doctor Is Out... Really Out) (12 juin)
18. Un destin si fragile (Fielder's Choice) (18 juin)
19. Miss Détective : La Pièce manquante (Jane Doe: The Wrong Face) (19 juin)
20. Un fidèle ami (en) (The Colt) (9 juillet)
21. Un souvenir éternel (Back to You and Me) (23 juillet)
22. McBride : Crime sur les ondes (McBride: Tune in for Murder) (14 août)
23. Karol, l'homme qui devint Pape (Karol - Un uomo diventato papa) (15 août)
24. Roman noir : Les jeux sont faits (Mystery Woman: Game Time) (21 août)
25. McBride : Qui a bien pu assassiner Marty ? (McBride: Anybody Here Murder Marty?) (28 août)
26. Supernova (en) (5 septembre)
27. L'Île mystérieuse (Jules Verne's Mysterious Island) (17 septembre)
28. Coronado (en) (15 octobre)
29. La Force des mots (The Reading Room) (26 novembre)
30. Le Voyage d'une vie (en) (Love's Long Journey) (3 décembre)
31. Un amour de Noël 2 (en) (Meet the Santas) (17 décembre)

### 2006
1. L'ABC du meurtre : Au cœur du scandale (en) (Murder 101) (7 janvier)
2. Jane Doe : La Mémoire envolée (Jane Doe: Yes, I Remember It Well) (14 janvier)
3. Roman noir : Loin des yeux… (Mystery Woman: At First Sight) (21 janvier)
4. Oranges amères (en) (Hidden Places) (28 janvier)
5. Mariage contrarié (Falling in Love with the Girl Next Door) (4 février)
6. Jane Doe : Le Prix à payer (Jane Doe: The Harder They Fall) (4 mars)
7. McBride : Cas de conscience (McBride: Fallen Idol) (11 mars)
8. Roman noir : Les Mystères de l'Ouest (Mystery Woman: Wild West Mystery) (18 mars)
9. La Dame de cœur (en) (Our House) (25 mars)
10. Toute une vie à aimer (Though None Go with Me) (8 avril)
11. L'Enfant de la nuit (In from the Night) (23 avril sur CBS)
12. Ma grand-mère est riche (Where There's a Will) (6 mai)
13. La Malédiction du pharaon (The Curse of King Tut's Tomb) (27 mai)
14. Le Trésor de Barbe-Noire (Blackbeard) (17 juin)
15. Le Canyon des bandits (en) (Desolation Canyon) (1er juillet)
16. Cœurs sauvages (Wild Hearts) (8 juillet)
17. Roman noir : Un enfant dans la tourmente (Mystery Woman: Oh Baby) (19 août)
18. Les Derniers Jours de la planète Terre (en) (Final Days of Planet Earth) (14 octobre)
19. Où la magie commence (en) (The Christmas Card) (2 décembre)
20. Ce qu'on fait par amour... (What I Did for Love) (9 décembre)
21. Le Roman d'une vie (en) (Love's Abiding Joy) (16 décembre)

### 2007
1. Roman noir : Nid d'espions (Mystery Woman: In the Shadows) (13 janvier)
2. McBride : Toujours fidèle (McBride: Semper Fi) (20 janvier)
3. The Valley of Light (28 janvier)
4. L'ABC du meurtre : L'Art de la déduction (en) (Murder 101: College Can Be Murder) (29 janvier)
5. L'Amour à l'horizon (Love Is a Four-Letter Word) (3 février)
6. Le cœur n'oublie pas (Sacrifices of the Heart) (3 mars)
7. McBride : Entre chien et loup (McBride: Dogged) (10 mars)
8. Jane Doe : Faux frères (Jane Doe: Ties That Bind) (17 mars)
9. Le Bonheur d'être aimé (en) (Love's Unending Legacy) (7 avril)
10. Une nouvelle donne (A Stranger's Heart) (5 mai)
11. Jane Doe : Crime sous contrôle (Jane Doe: How to Fire Your Boss) (8 mai)
12. Pandemic : Virus fatal (Pandemic) (26 mai)
13. Marco Polo (en) (2 juin)
14. L'Étoffe d'un champion (You've Got a Friend) (9 juin)
15. Un devoir de vengeance (Avenging Angel) (7 juillet)
16. L'ABC du meurtre : Revers de fortune (en) (Murder 101: If Wishes Were Horses) (9 août)
17. Des yeux dans la nuit (Claire) (11 août)
18. Le Fils du dragon (Son of the Dragon) (1er septembre)
19. Un grand-père pour Noël (A Grandpa for Christmas) (24 novembre)
20. Un mariage pour Noël (All I Want for Christmas) (1er décembre)
21. The Note (The Note) (8 décembre)
22. Tant d'amour à donner (en) (Love's Unfolding Dream) (15 décembre)

### 2008
1. Charlie et moi (Charlie & Me) (5 janvier)
2. Le Dernier Souhait (Daniel's Daughter) (12 janvier)
3. Jane Doe : Le Prix à payer (Jane Doe: Eye of the Beholder) (12 janvier)
4. The Good Witch (19 janvier)
5. The Russell Girl (27 janvier sur CBS)
6. Mariée à tout prix (Bridal Fever) (9 février)
7. Roman noir : Chasse au trésor (Mystery Woman: Redemption) (1er mars)
8. Vol 732 : Terreur en plein ciel (Final Approach) (24 mai)
9. Requins : L'Armée des profondeurs (Shark Swarm) (25 mai)
10. McBride : Requiem (31 mai)
11. Every Second Counts (15 juin)
12. A Gunfighter's Pledge (en) (5 juillet)
13. L'ABC du meurtre : Le Chemin de la sagesse (en) (Murder 101: New Age) (17 août)
14. Enquête de vacances (Dear Prudence) (23 août)
15. Pour l'amour de Grace (For the Love of Grace) (30 août)
16. Bricolage et remue-ménage (en) (Ladies of the House) (18 octobre)
17. Un été pour grandir (Generation Gap) (1er novembre)
18. Mariage par correspondance (Mail Order Bride) (8 novembre)
19. Miss Yvonne (Accidental Friendship) (15 novembre)
20. Contre tout l'or du monde (An Old Fashioned Thanksgiving) (22 novembre)
21. La Ville du Père Noël (Moonlight and Mistletoe) (29 novembre)
22. Une leçon de vie (Front of the Class) (7 décembre sur CBS)
23. The Christmas Choir (en) (9 décembre)
24. L'Invité de Noël (The Most Wonderful Time of the Year) (13 décembre)
25. Un Noël recomposé (Our First Christmas) (19 décembre)
26. Le Baiser de minuit (A Kiss at Midnight) (27 décembre)

### 2009
1. Nanny Express (The Nanny Express) (9 janvier)
2. Pepillo, l'enfant du miracle (en) (Expecting a Miracle) (10 janvier)
3. Un bébé devant ma porte (The Note 2: Taking a Chance on Love) (31 janvier)
4. Le Jardin des merveilles (The Good Witch's Garden) (7 février)
5. Avant de dire oui ! (Before You Say I Do) (14 février)
6. Le Carnet des regrets (Bound by a Secret) (7 mars)
7. Une si longue absence (Relative Stranger) (14 mars)
8. Le Cœur à l'épreuve (en) (Love Takes Wing) (4 avril)
9. Cadeau d'adieu (Chasing a Dream) (25 avril)
10. D'une vie à l'autre (Living Out Loud) (2 mai)
11. Le Bateau de l'espoir (Safe Harbor) (30 mai)
12. Danse avec moi (Come Dance at My Wedding) (6 juin)
13. L'Ange et le Mal (Angel and the Badman) (5 juillet)
14. The Gambler, the Girl and the Gunslinger (en) (11 juillet)
15. Un regard sur le passé (Mending Fences) (18 juillet)
16. Une seconde vie (Mrs. Washington Goes to Smith) (1er août)
17. Les Chemins de l'espérance (en) (Love Finds a Home) (5 septembre)
18. L'Amour aux deux visages (Citizen Jane) (12 septembre)
19. Amour rime avec toujours (Always and Forever) (24 octobre)
20. La Jeune Fille aux fleurs (Flower Girl) (14 novembre)
21. Un orage de printemps (The National Tree) (28 novembre)
22. Le Bonheur en cadeau (Mrs. Miracle) (5 décembre)
23. Au nom de l'amitié (Christmas in Canaan) (12 décembre)
24. Le Noël des petites terreurs (The Three Gifts) (19 décembre)

### 2010
1. Un vœu pour être heureux (Wishing Well) (9 janvier)
2. L'Étoile de la glace (Ice Dreams) (23 janvier)
3. La Fille de l'ascenseur (Elevator Girl) (23 février)
4. Romance millésimée (en) (Uncorked) (6 mars)
5. L'Homme aux miracles (Healing Hands) (20 mars)
6. La Fille sauvage (The Wild Girl) (24 avril sur HMC)
7. Lettres à un soldat (A Soldier's Love Story ou Meet My Mom) (8 mai)
8. Père avant l'heure (Freshman Father) (5 juin)
9. Le Cœur de la famille (Dad's Home) (19 juin)
10. Mon amie Lucky (You Lucky Dog) (26 juin)
11. Vacances en famille (Jack's Family Adventure) (17 juillet)
12. Dernier week-end entre amies (Lies Between Friends) (31 juillet)
13. Le Droit à l'amour (Class) (14 août)
14. Un amour plus que parfait (The Wish List) (28 août)
15. Candidat à l'amour (Fairfield Road) (11 septembre)
16. Pas à pas vers son destin (After the Fall) (9 octobre sur HMC)
17. La Digne Héritière (Growing the Big One) (23 octobre)
18. Ma vie est un enfer (A Family Thanksgiving) (6 novembre)
19. Un mariage féerique (The Good Witch's Gift) (13 novembre)
20. L'Avant-veille de Noël (it) (The Night Before the Night Before Christmas) (20 novembre)
21. Les Oubliés de Noël (The Town Christmas Forgot) (25 novembre)
22. Miracle à Manhattan (Call Me Mrs. Miracle) (27 novembre)
23. Le Costume du Père Noël (The Santa Suit) (2 décembre)
24. L'Arbre des vœux (Farewell Mr. Kringle) (4 décembre)
25. Sauvez le Père Noël ! (The Santa Incident) (9 décembre)
26. Le Tumulte des sentiments (An Old Fashioned Christmas) (11 décembre)
27. Trois femmes pour un destin (Three Wise Women) (14 décembre)
28. Noël sans cadeaux (Gift of the Magi) (16 décembre)
29. La Guerre des guirlandes (Battle of the Bulbs) (18 décembre)

### 2011
1. Perfectly Prudence (8 janvier)
2. Mon ex-futur mari (Backyard Wedding) (22 janvier)
3. La Loi de Goodnight (Goodnight for Justice) (29 janvier sur HMC)
4. Un amour ne meurt jamais (A Valentine's Date) (4 février)
5. Un jour mon prince viendra (Smooch) (5 février)
6. Pour les yeux de Taylor (Accidentally in Love) (12 février)
7. Time After Time (19 mars)
8. Katie, bannie des siens (The Shunning) (16 avril)
9. Maman par intérim (Three Weeks, Three Kids) (7 mai)
10. Un demi-siècle nous sépare (The Edge of the Garden) (14 mai)
11. Un admirateur secret (A Crush on You) (11 juin)
12. Mon père, ce rockeur (Rock the House) (18 juin)
13. Filles des villes et filles des champs (Keeping Up with the Randalls) (9 juillet)
14. Un bungalow pour six (The Cabin) (30 juillet sur HMC)
15. Lune de miel en solo (Honeymoon for One) (13 août)
16. William & Kate : Romance royale (William & Catherine: A Royal Romance) (27 août)
17. Un amour à construire (bn) (Love Begins) (17 septembre)
18. Du courage et du cœur (Love's Everlasting Courage) (1er octobre)
19. Finding a Family (15 octobre sur HMC)
20. Le Fantôme du grenier (Oliver's Ghost) (22 octobre)
21. La Magie de la famille (The Good Witch's Family) (29 octobre)
22. Noël au Far West (Love's Christmas Journey) (5 novembre)
23. L'Esprit de Noël (Mistletoe Over Manhattan) (6 novembre)
24. Un ticket gagnant pour Noël (Lucky Christmas) (12 novembre)
25. Il faut croire au Père Noël (Cancel Christmas) (13 novembre)
26. Un mariage en cadeau (A Christmas Wedding Tail) (19 novembre)
27. L'Avocat du Père Noël (The Case for Christmas) (19 novembre)
28. Un souhait pour Noël (A Christmas Wish) (20 novembre)
29. Joyeux Noël, Jingle (Jingle All the Way) (Animation, 25 novembre)
30. Les Chassés-croisés de Noël (Trading Christmas) (26 novembre)
31. Un mari à louer (Holiday Engagement) (28 novembre)
32. Il était une fois à Castlebury... (A Princess for Christmas) (3 décembre)
33. Mademoiselle Noël (Annie Claus Is Coming to Town) (10 décembre)
34. Le Spectacle de Noël (The Christmas Pageant) (11 décembre)
35. Un Noël plein d'espoir (Christmas Comes Home to Canaan) (17 décembre)
36. L'Ange de Noël (Christmas Magic) (18 décembre)

### 2012
1. Un prince pas très charmant (Fixing Pete) (7 janvier)
2. Un goût de romance (A Taste of Romance) (14 janvier)
3. La Loi de Goodnight : La Valeur d'un homme (Goodnight for Justice: The Measure of a Man) (28 janvier sur HMC)
4. L'Agence Cupidon (Cupid) (11 février)
5. Romance irlandaise (Chasing Leprechauns) (17 mars)
6. Le Bodyguard de l'amour (Undercover Bridesmaid) (15 avril)
7. Ce chien Duke (Duke) (28 avril sur HMC)
8. Au cœur de la famille (Lake Effects) (6 mai sur HMC)
9. Notes from the Heart Healer (13 mai)
10. Mon amour de colo (Kiss at Pine Lake) (20 mai)
11. Hannah's Law (en) (9 juin sur HMC)
12. Opération cupcake (Operation Cupcake) (16 juin)
13. L'Amour en 8 leçons (How to Fall in Love) (21 juillet)
14. Écoutez votre cœur (The Music Teacher) (11 août)
15. La Guerre des cookies (Smart Cookies) (18 août)
16. La Saison des amours (Strawberry Summer) (25 août sur HMC)
17. Un amour de chien (Puppy Love) (8 septembre)
18. L'Amour fait sa loi (The Seven Year Hitch) (13 octobre sur HMC)
19. J'ai épousé une star (I Married Who?) (20 octobre)
20. Hoops & Yoyo : Le Trouillomètre à zéro (Hoops & Yo Yo Haunted Halloween) (animation, 26 octobre)
21. Une famille peu ordinaire (The Good Witch's Charm) (27 octobre)
22. Le Concours de Noël (The Christmas Song) (3 novembre)
23. La Parade de Noël (Love at the Thanksgiving Day Parade) (4 novembre)
24. L'Arbre à souhaits (The Wishing Tree) (10 novembre)
25. Mon Père Noël bien-aimé (Matchmaker Santa) (17 novembre)
26. Ce Noël qui a changé ma vie (It's Christmas, Carol!) (18 novembre)
27. Le Noël de Jingle et Belle (Jingle & Bell's Christmas Star) (animation, 23 novembre)
28. La Liste du Père Noël (Naughty or Nice) (24 novembre)
29. Le Pacte de Noël (Hitched for the Holidays) (25 novembre)
30. Marié avant Noël (A Bride for Christmas) (1er décembre)
31. Un cœur pour Noël (The Christmas Heart) (2 décembre)
32. Coup de foudre à 3 temps (Come Dance with Me) (8 décembre)
33. La Baby-sitter de Noël (Help for the Holidays) (9 décembre)
34. Le Bébé de Noël (Baby's First Christmas) (15 décembre)

### 2013
1. Veux-tu toujours m'épouser ? (The Nearlyweds) (12 janvier)
2. Un amour de pâtisserie (The Sweeter Side of Life) (19 janvier)
3. La Loi de Goodnight : La Belle Aventurière (Goodnight for Justice: Queen of Hearts) (26 janvier sur HMC)
4. L'Île de Nim 2 (Return to Nim's Island) (8 février)
5. Le Bal des pompiers (Be My Valentine) (9 février)
6. Mères entremetteuses (Meddling Mom) (23 février sur HMC)
7. Le Ranch des cœurs sauvages (Our Wild Hearts) (9 mars sur HMC)
8. Tom, Dick & Harriet (16 mars)
9. Le Ranch de la vengeance (Shadow on the Mesa) (23 mars sur HMC)
10. Enquêtrice malgré elle (After All These Years) (20 avril sur HMC)
11. Mr Hockey: The Gordie Howe Story (4 mai)
12. L'Héritage de Katie (The Confession) (11 mai)
13. Les Sauveurs de l'espace (Space Warriors) (24 mai)
14. Sur le chemin du passé (Norman Rockwell's Shuffleton Barbershop) (1er juin sur HMC)
15. Partitions amoureuses (Notes From Dad) (15 juin)
16. Banner 4th of July ou Star Spangled Banners (29 juin)
17. Cœurs de braise (Two In ou Second Chances ou Hearts on Fire) (27 juillet)
18. Le Rôle de sa vie (Reading, Writing, and Romance) (10 août)
19. Un million de raisons (This Magic Moment) (17 août)
20. Dear Dumb Diary (13 septembre)
21. Garage Sale Mystery (14 septembre)
22. The Watsons Go to Birmingham (20 septembre)
23. Comment j'ai rencontré le prince charmant (Chance at Romance) (5 octobre)
24. Signed, Sealed, Delivered (12 octobre)
25. Le cœur a ses raisons : Le Journal d'une institutrice (When Calls the Heart) (19 octobre)
26. L'Ordre des gardiens (The Hunters) (25 octobre)
27. Ma famille bien-aimée (The Good Witch's Destiny) (26 octobre)
28. Angels Sing (en) (1er novembre)
29. La Maison des souvenirs (The Thanksgiving House) (2 novembre)
30. Un Noël sans fin (Pete's Christmas) (8 novembre)
31. La Fiancée des neiges (Snow Bride) (9 novembre)
32. Les Pendules de Noël (en) (A Very Merry Mix-Up) (10 novembre)
33. Une rencontre pour Noël (The Christmas Ornament) (16 novembre)
34. La Star de Noël (en) (Catch a Christmas Star) (17 novembre)
35. La Plus Belle Vitrine de Noël (Window Wonderland) (23 novembre)
36. Le Bonheur au pied du sapin (Fir Crazy) (24 novembre)
37. Un chien pour Noël (Christmas with Tucker) (25 novembre sur HMC)
38. Un millier de flocons (Let It Snow) (30 novembre)
39. À la recherche de l'esprit de Noël (The Christmas Spirit) (1er décembre)
40. Noël au bout des doigts (Santa Switch) (7 décembre)
41. Chapeau bas Père Noël ! (Hats Off to Christmas) (14 décembre)
42. Une nouvelle vie pour Noël (Finding Christmas) (15 décembre)

### 2014
1. Le Mariage de ses rêves (June in January) (11 janvier)
2. Disparitions suspectes (My Gal Sunday) (25 janvier sur HMC)
3. Mariée avant le printemps (A Ring by Spring) (8 mars)
4. Ma vie rêvée ! (Lucky in Love) (5 avril)
5. Mes parents terribles (A Lesson in Romance) (19 avril)
6. Bonne fête maman ! (Mom's Day Away) (11 mai)
7. Les Lumières de Noël (The Color of Rain) (31 mai sur HMC)
8. Mon George à moi (Looking for Mr. Right) (7 juin)
9. L'Étincelle de l'amour (When Sparks Fly) (28 juin)
10. Amour toujours (For Better or For Worse) (19 juillet)
11. Une romance-photo (The Memory Book) (26 juillet sur HMC)
12. Paradis d'amour (Stranded in Paradise) (9 août)
13. Entre le cœur et la raison (Perfect on Paper) (20 septembre)
14. Le Prince de minuit (Midnight Masquerade) (27 septembre)
15. Une passion 3 étoiles (pt) (Recipe for Love) (11 octobre)
16. Lieutenant Nounou (Along Came a Nanny) (12 octobre sur HMC)
17. Le Meilleur Ami de la femme (My Boyfriends' Dogs) (18 octobre)
18. Une ombre sur le mariage (Wedding Planner Mystery) (19 octobre sur HMC)
19. Bienvenue dans la famille (The Good Witch's Wonder) (25 octobre)
20. L'Étincelle de Glenwood (Garage Sale Mystery: All That Glitters) (26 octobre sur HMC)
21. Un cow-boy pour Noël (One Starry Christmas) (1er novembre)
22. Neuf vies pour Noël (The Nine Lives of Christmas) (8 novembre)
23. Les Cookies de Noël  (A Cookie Cutter Christmas) (9 novembre)
24. Northpole (en) (15 novembre)
25. L'Ange gardien de Noël (Angels and Ornaments) (16 novembre)
26. Un Noël de princesse (en) (A Royal Christmas) (21 novembre)
27. Une bonne étoile pour Noël (The Christmas Shepherd) (23 novembre)
28. La Lettre au Père Noël (Signed, Sealed, Delivered for Christmas) (23 novembre sur HMC)
29. L'Étrange Noël de Lauren (Christmas Under Wraps) (29 novembre)
30. One Christmas Eve (30 novembre)
31. Monsieur Miracle (Debbie Macomber's Mr. Miracle) (6 décembre)
32. Un Père Noël pas comme les autres (Christmas at Cartwright's) (7 décembre)
33. Le Médaillon de Noël (The Christmas Secret) (7 décembre sur HMC)
34. La Plus Belle Fête de Noël (Best Christmas Party Ever) (13 décembre)
35. Le Plus Beau Char de Noël (The Christmas Parade) (14 décembre)

### 2015 (Hallmark)
1. Coup de foudre en sursis (Surprised by Love) (3 janvier)
2. A Novel Romance (10 janvier)
3. Les Doutes de la mariée (Bridal Wave) (17 janvier)
4. L'Amour au fil des pages (Love by the Book) (24 janvier)
5. Les Rêves de Lindsay (A Wish Come True) (31 janvier)
6. Un mariage sans fin (I Do, I Do, I Do) (6 février)
7. Le Courrier du cœur / Ma belle-mère et moi (So You Said Yes) (7 février)
8. Temps nuageux avec risque d'amour (Cloudy with a Chance of Love) (8 février)
9. Une maison pour deux (All of My Heart) (14 février)
10. La Muse de l'artiste (Portrait of Love) (14 mars)
11. Just the Way You Are (16 mai)
12. Un couple parfait (it) (Perfect Match) (20 juin)
13. Love, Again (21 juin)
14. Amour versus glamour (A Country Wedding) (27 juin)
15. Une famille pour Noël (it) (Family for Christmas) (11 juillet)
16. Un mariage à l'épreuve (Lead with Your Heart) (19 septembre)
17. Radio romance (Love on the Air) (26 septembre)
18. Autumn Dreams (3 octobre)
19. Coup de foudre à Harvest Moon (Harvest Moon) (10 octobre)
20. La Nouvelle Nounou (October Kiss) (17 octobre)
21. Jesse Stone: Lost in Paradise (18 octobre)
22. Un Noël à la maison ('Tis the Season for Love) (1er novembre)
23. Ice Sculpture Christmas (7 novembre)
24. Charming Christmas (8 novembre)
25. I'm Not Ready for Christmas (14 novembre)
26. Christmas Incorporated (15 novembre)
27. Northpole: Open for Christmas (22 novembre)
28. Merry Matrimony (22 novembre)
29. Once Upon a Holiday (de) (25 novembre)
30. The 12 Gifts of Christmas (26 novembre)
31. Crown for Christmas (27 novembre)
32. A Christmas Detour (28 novembre)
33. Angel of Christmas (29 novembre)
34. Just in Time for Christmas (5 décembre)
35. Karen Kingsbury's The Bridge, Part I (6 décembre)
36. On the Twelfth Day of Christmas (12 décembre)
37. A Christmas Melody (19 décembre)
38. Christmas Land (20 décembre)

### 2015 (Hallmark Movies & Mysteries)
1. A Gift of Miracles (15 février)
2. Aurora Teagarden: Un crime en héritage (A Bone to Pick: An Aurora Teagarden Mystery) (7 avril)
3. Garage Sale Mystery: The Deadly Room (11 avril)
4. Murder, She Baked (en): A Chocolate Chip Cookie Mystery (2 mai)
5. Enquêtes Gourmandes : Meurtre au menu (Gourmet Detective) (16 mai)
6. Signed, Sealed, Delivered: From Paris with Love (6 juin)
7. Aurora Teagarden: Le Club des amateurs de meurtres (Real Murders: An Aurora Teagarden Mystery) (26 juillet)
8. Enquêtes Gourmandes : Meurtre quatre étoiles (Gourmet Detective: A Healthy Place to Die (2 août)
9. Garage Sale Mystery : La Robe de la Mariée (Garage Sale Mystery: The Wedding Dress) (9 août)
10. Love Under the Stars (16 août)
11. Signed, Sealed, Delivered: Truth Be Told (13 septembre)
12. Dernier jour d'été (Hello, It's Me) (27 septembre)
13. Signed, Sealed, Delivered: The Impossible Dream (4 octobre)
14. Amour banni (Beverly Lewis: The Reckoning) (11 octobre)
15. Murder, She Baked (en): A Plum Pudding Mystery[11] (22 novembre)
16. I Hope You Dance (26 novembre)
17. The Christmas Note[11] (29 novembre)
18. The Magic Stocking[11] (6 décembre)
19. Debbie Macomber's Dashing Through the Snow[11] (13 décembre)

### 2016 (Hallmark)
1. Love in Paradise[12] (2 janvier)
2. Love's Complicated[12] (9 janvier)
3. Love on the Sidelines[12] (16 janvier)
4. Unleashing Mr. Darcy[12] (23 janvier)
5. Dater's Handbook[13] (30 janvier)
6. All Things Valentine[13] (31 janvier)
7. Amour à la carte (Appetite for Love)[13] (6 février)
8. Saint-Valentin pour toujours (Valentine Ever After)[13] (13 février)
9. Anything for Love[13] (14 février)
10. All Yours[14] (2 avril)
11. Hearts of Spring[14] (9 avril)
12. Love by Chance[14] (16 avril)
13. Tulips in Spring[15] (14 mai)
14. Date With Love[15] (21 mai)
15. Wedding Bells[16] (3 juin)
16. Ms. Matched[15] (4 juin)
17. Stop The Wedding![16] (11 juin)
18. The Convenient Groom[16] (18 juin)
19. The Wedding March (en)[16] (25 juin)
20. A Perfect Christmas[17] (16 juillet)
21. Summer Villa (23 juillet)[18]
22. For Love and Honor (30 juillet)[18]
23. My Summer Prince (6 août)[18]
24. Summer in the City (13 août)[18]
25. Summer Love (20 août)[18]
26. Summer of Dreams (27 août)[18]
27. Love on a Limb (1er octobre)[19]
28. Autumn in the Vineyard (8 octobre)[19]
29. Pumpkin Pie Wars (15 octobre)[19]
30. A Wish for Christmas (5 novembre)[20]
31. Mistletoe Promise (6 novembre)[20]
32. Christmas Makeover (12 novembre)[20]
33. Christmas Cookies (13 novembre)[20]
34. Suddenly Santa (19 novembre)[20]
35. A December Bride (20 novembre)[20]
36. Christmas Bucket List (25 novembre)[20]
37. Christmas Angel in Training (26 novembre)[21]
38. Christmas Expectations (10 décembre)[20]
39. Rose Parade New Year (1er janvier 2017)[20]